# Тайландски масаж
Тайландският масаж (на английски: Thai massage), наричан още тайландски йога масаж е традиционна лечебна система, съчетаваща акупресура, индийски аюрведични принципи и асистирани йога пози.  Идеята за така наречените енергийни линии, или sen-линии, е използвана за първи път в тайландския йога масаж. Те са подобни на nadis, според философията на йога от Gorakhnth. 
На тайландски език обикновено се нарича nuat phaen thai (на тайландски: นวดแผนไทย, в буквален превод: тайландски стил масаж) или nuat phaen boran (на тайски: นวดแผนโบราณ, в буквален превод: древен стил масаж); официалното му наименование според Закона за традиционните тайландски медицински професии, BE 2556 (2013 г.), е nuat phaen thai (на тайландски: นวดแผนไทย, в буквален превод: тайландски стил масаж). 
Дирекцията за развитие на традиционната и алтернативна медицина на Тайланд в Министерство на общественото здраве отговаря за регулацията на местата и на практикуващите тайландския масаж. Според дирекцията към 2016 г. са регистрирани 913 традиционни студия в Тайланд.  Към 2018 г. има между осем и десет хиляди студия за масаж в Тайланд, като от тях само 4228 са сертифицирани от Министерството на общественото здраве (HSS). 
ЮНЕСКО добавя традиционен тайландски масаж към списъка си за културно наследство на човечеството през декември 2019 г. 

## Практикуване
Твърди се, че практикуването на Тайландски йога масаж е от хилядолетия и все още е част от медицинската система на Тайланд поради лечебните му свойства както на емоционално, така и на физическо ниво. Има различия в някои практики, свързани с масажа, когато се извършва в западния свят и Тайланд. Западните културни разбирания се отличават в приемането на шамански лечебни практики като например увеличаване на интензивността на масажа или практиката масажиста да се движи около масажната маса подобно на хиндуисткия бог Hanuman.  В традиционния тайландски масаж не се използват масла. Масажираният е облечен по време на терапията. Има постоянен контакт на телата между масажиста и масажирания, но не се набляга на мускулите, а тялото се свива, издърпва, разтяга и раздвижва.  Концепцията за metta (любяща доброта), основана на ученията на будистите, е неразделна част от тази практика. Известните практикуващи също подчертават медитацията и отдадеността на масажиста като неделима част от ефективността на тази практика.
Масажираният е облечен в свободно, удобно облекло и лежи на специална постелка или твърд матрак на пода. В Тайланд до десет, а и повече души могат да бъдат масажирани едновременно в обща голяма стая. Истинският древен стил на масажа изисква той да се извършва самостоятелно само с масажиста и масажирания. Масажираният е поставян в различни наподобяващи йога пози по време на масажа, което се комбинира с дълбок статичен и ритмичен натиск.
Масажът обикновено следва определени линии (sen) в тялото. Краката и стъпалата на масажиста могат да се използват за позициониране на тялото или крайниците на масажирания. В други пози ръцете фиксират тялото, докато краката правят масажирането. Пълната сесия тайландски масаж може да продължи до два часа и включва ритмично притискане и разтягане на цялото тяло. Това може да включва и издърпване на пръстите на ръцете и краката, ушите, „изпукване“ на кокалчетата, стъпване (буквално ходене) по гърба на масажирания и преместване на тялото му в различни пози. Има стандартна процедура и ритъм на масажа, които масажистът променя за да бъдат нагодени най-добре към масажирания. 

## История
За основател на тайландския масаж и медицина се смята Chiwaka Komaraphat (ชีวกโกมารภัจจ์ Jīvaka Komarabhācca), за когото в будисткия канон Pali се казва, че преди повече от 2500 години е бил лекарят на Буда. В древни документи се твърди, че притежава изключителни медицински умения и познания за билковата медицина и за това, че е лекувал важни хора от своето време, включително самия Буда. 
Всъщност историята на тайландския масаж е по-сложна от твърдението за единствен основател в тази легенда и подобно на тайландската традиционна медицина, е комбинация от влияния от индийска, китайска и източно-азиатска култури и традиции в медицината, а изкуството, такова каквото се практикува днес, вероятно е продукт на 19-вековен синтез на различни лечебни традиции от цялото царство.  Дори днес има много различия в отделните райони на Тайланд и няма единна практическа или теоретична рамка, която да е общоприета сред лечителите.

## Обучение
За да бъде лицензиран практикуващия традиционен тайландски масаж, е необходимо той да завърши поне 800 часа обучение.  Масажните терапевти трябва да придобият професионален лиценз и трябва да се регистрират в Министерството на общественото здраве (HSS). За да получат лиценз, терапевтите трябва да се обучават в курсове, създадени от Министерството на общественото здраве. Стандартните курсове се предлагат безплатно. Като алтернатива, студентите могат да отидат в едно от 181-те училища в цялата страна, лицензирани за обучение на терапевти, завършвайки стандартни курсове на HSS. 
Wat Pho, център в продължение на векове на тайландската традиционна медицина и масаж, открива традиционната медицинска и масажна школа Wat Pho Thai през 1955 г. на базата на храма – първото такова училище, одобрено от министерството на образованието на Тайланд. Wat Pho предлага четири основни курса по тайландска медицина: тайландски масаж, тайландска акушерка – медицинска сестра, тайландска аптека и тайландска медицинска практика. 
Тайландският масаж се преподава и практикува и в други страни.  Някои училища разширяват учебните си програми, за да включват клинични подходи като хиропрактика, оценка на стойката и енергиен баланс, за да се получи пълно разбиране на самата Thaiyoga. Тази тенденция довежда до отваряне на нови училища в Европа, Индия и Непал.

## Ефикасност
Всички видове масажи, в това число и тайландският, помагат на хората да се отпуснат, да облекчат болката в мускулите и ставите и да повишат настроението си. Въпреки това твърденията на много практикуващи са за надхвърляне на тези само ефекти – твърдения, демонстрирани в клиничното проучване.  Някои клиники оспорват ефикасността му. 

## Рискове
Според тайландското министерство на общественото здраве масажът може да бъде опасен за жените в различни етапи от бременността. Лекарите от Министерството на тайландската традиционна и алтернативна медицина предупреждават, че бременните в първия три месеца трябва да избягват масажа, защото може да доведе до спонтанен аборт. Тези, които са в повече от шестия месец от бременността, трябва също да бъдат предпазливи с масажа. Предупрежденията са след случай, при който бременна 25 годишна жена претърпява спонтанен аборт и изпада в кома по време на масаж на краката.  За съжаление практиката на много (далеч не само тайландски) масажни студия студия в България е да промотират широко т. нар. „масаж за бременни“ – нещо, което силно не се препоръчва от експертите в областта.

## Масаж и сексуални услуги
Масажът е голям бизнес в Тайланд. Той се регулира от Министерството на общественото здраве. Министерствата на търговията и на туризма и спорта са си поставили цел от 20 милиарда тайландски бата годишно, които да се генерират от СПА бизнеса, но понастоящем само 500 от 2000 курорта в цялата страна са законно регистрирани. Правната разлика между „СПА“ и „масажен салон“ е неясна. През 2016 г. Федерацията на тайландските СПА асоциации (FTSPA) призова властите да ограничат сексуалните услуги, предлагани в някои салони за масаж. FTSPA твърди, че хора с финансови възможности са използвали правни врати, за да отворят „хубави“ СПА или масажни салони, където туристите могат да си купят сексуални услуги. 